# Ron Mercer
Ronald Eugene Mercer (Nashville, Tennessee, 18 de mayo de 1976) es un exjugador de baloncesto que disputó ocho temporadas en la NBA. Con 2,01 metros de estatura, jugaba en la posición de alero.

## Carrera

### Universidad
Jugó dos temporadas con los Wildcats de la Universidad de Kentucky, participando en ambas en la Final Four de la NCAA. En su año freshman promedió 8 puntos y 2.9 rebotes por partido, ganando el campeonato nacional en la final a Syracuse, donde anotó 20 puntos y fue incluido posteriormente en el mejor quinteto de la Final Four. Fue elegido el Jugador del Año de la Southeastern Conference en 1997, su año sophomore, tras promediar 18.3 puntos, 5.3 rebotes y 2.4 asistencias por encuentro. En 1997 lideró a los Wildcats a su segunda participación en la final del campeonato de la NCAA consecutiva, perdiendo esta vez ante Arizona Wildcats. En aquel equipo de Kentucky se encontraban, entre otros, Antoine Walker, Tony Delk, Nazr Mohammed y Jamaal Magloire.

### NBA
Tras dos grandes campañas en Kentucky, fue seleccionado por Boston Celtics en la sexta posición del Draft de 1997, reuniéndose con su entrenador universitario Rick Pitino, quien justamente acababa de fichar por los Celtics. En su primera temporada en la liga promedió 15.3 puntos, 3.5 rebotes, 2.2 asistencias y 33.3 minutos de juego en 80 partidos, 62 de ellos como titular. Finalizó segundo entre los rookies en puntos totales y disputó el Rookie Game durante el All-Star Weekend de 1998 en New York, anotando 8 puntos y cogiendo 4 rebotes. 
En su segunda temporada en los Celtics aumentó hasta los 17 puntos por noche, siendo traspasado al finalizar la misma junto con Popeye Jones y Dwayne Schintzius a Denver Nuggets por Danny Fortson, Eric Williams, Eric Washington y una futura elección de draft. Tras jugar 37 partidos con los Nuggets en la temporada 1999-2000, fue enviado a Orlando Magic el 1 de febrero de 2000 con Chauncey Billups y Johnny Taylor a cambio de Tariq Abdul-Wahad, Chris Gatling y rondas de draft. En verano firmó como agente libre con Chicago Bulls, realizando su mejor temporada con 19.7 puntos por noche aunque en un equipo que luchaba por no ser el peor de la liga. Durante la campaña 2001-02 fue traspasado a Indiana Pacers junto con Brad Miller, Ron Artest (ambos futuros All-Star) y Kevin Ollie por Jalen Rose, Travis Best, Norman Richardson y una segunda ronda de draft. En Indiana, su participación descendió rápidamente, pasando a jugar 21 minutos menos que en los Bulls y a promediar 4.8 puntos. 
Tras una temporada más en los Pacers, fue traspasado a San Antonio Spurs, donde jugó 39 partidos antes de ser cortado.
La temporada siguiente, fichó por New Jersey Nets. Jugó 18 encuentros, 3 de ellos como titular, promediando 7,7 puntos hasta que al poco tiempo los Nets le rescindieron el contrato el 15 de agosto de 2005.
Finalmente, a finales de 2005, decidió retirarse del baloncesto, a los 29 años.

## Vida personal
Reside en Brentwood (Tennessee), comenzó una relación con Brandi Chiarella en 2003. La pareja rompió en 2012, y tienen un hijo nacido en 2008.
En septiembre de 2013, un jurado del condado de Williamson dio la razón al exjugador, en una demanda presentada por su exnovia Brandi, por la propiedad de un Range Rover, y en la que le pedía indemnización.

### Denuncia de agresión sexual
En 1997, Mercer y su compañero en los Celtics Chauncey Billups, fueron acusados de agredir sexualmente a una mujer en casa de su compañero de equipo Antoine Walker. Según la demanda civil, ambos junto al compañero de piso de Walker, Michael Irvin, agredieron a la mujer en el apartamento de Walker tras salir de un club de Boston, el 9 de noviembre de 1997. Un examen médico realizado al día siguiente, reveló lesiones que coinciden con el testimonio de la víctima. No se presentaron cargos penales, pero Mercer y Billups resolvieron la demanda civil en 2000.